# Den sidste vinter
Pour plus de détails, voir Fiche technique et Distribution.
Den sidste vinter (littéralement « l'hiver dernier ») est un film danois réalisé par Frank Dunlop, Anker Sørensen et Edvin Tiemroth, sorti en 1960.

## Synopsis
À la fin de la Seconde Guerre mondiale, la résistance danoise recueille un agent anglais blessé qui doit effectuer une mission de sabotage. Mais un traître se cache parmi eux.

## Fiche technique
- Titre : Den sidste vinter
- Réalisation : Frank Dunlop, Anker Sørensen et Edvin Tiemroth
- Scénario : Karl Bjarnhof, Basil Dawson, P. C. Green, Jørgen Roos et C. C. Vassar
- Musique : Svend Erik Tarp
- Photographie : Kjeld Arnholtz, Ernst W. Kalinke et Erik Overbye
- Montage : Anker Sørensen et Edvin Tiemroth
- Production : Bent Christensen
- Société de production : Minerva Film et Rialto Film
- Pays :  Danemark et  Allemagne de l'Ouest
- Genre : Drame et guerre
- Durée : 91 minutes
- Date de sortie : 
  - Danemark : 30 septembre 1960

## Distribution
- Tony Britton : Stephen Burton
- Dieter Eppler : l'Oberleutnant Ahlbach
- John Wittig : Læge John Sørensen
- Birgitte Federspiel : Anne Sørensen
- Axel Strøbye : Erik Sørensen
- Lise Ringheim : Eva Sørensen
- Preben Kaas : Gustav
- Hanne Winther-Jørgensen : Nina
- Hugo Herrestrup : Klaus
- Anker Taasti : Poul
- Preben Neergaard : Peter
- Jørgen Weel : Niels Jacobsen

## Distinctions
Le film a reçu 2 Bodils, celui du meilleur film et celui de la meilleure actrice pour Lise Ringheim.